# Yacht-Club de Québec
Le Yacht-Club de Québec est un club nautique situé dans l'estuaire du Saint-Laurent, plus précisément à l'anse au Foulon  près de Québec. Le club a été fondé à Québec le 15 octobre 1861, ce qui en fait l'un des plus vieux clubs nautiques d'Amérique après, entre autres, le New York Yacht Club fondé le 30 juillet 1844.

## Histoire
Le Yacht-Club de Québec (YCQ) fut fondé par la tenue d'une régate le 15 octobre 1861 pour les voiliers de 30 pieds ou moins de longueur. 10 voiliers prirent le départ à partir du Quai de la Douane dont 8 chaloupes à voile de pilotes du Saint-Laurent. Le YCQ fut situé à ce même quai de 1861 à 1909, année où l'Édifice de la Douane fut ravagé par un incendie. À la suite de cet événement, le club fut relocalisé jusqu'en 1912 au nord du Quai de la rivière Saint-Charles, pour par la suite être basé au Bassin Louise jusqu'en 1927. Il déménagea par la suite définitivement à l'anse au Foulon, lieu actuel du club.
Le YCQ compte plus de 350 membres actifs et des dizaines de membres saisonniers. Le YCQ est constitué d'une capitainerie, d'un espace musée exposant les trophées et différents artefacts du club, d'un restaurant ainsi que d'une école de voile.

## Galerie

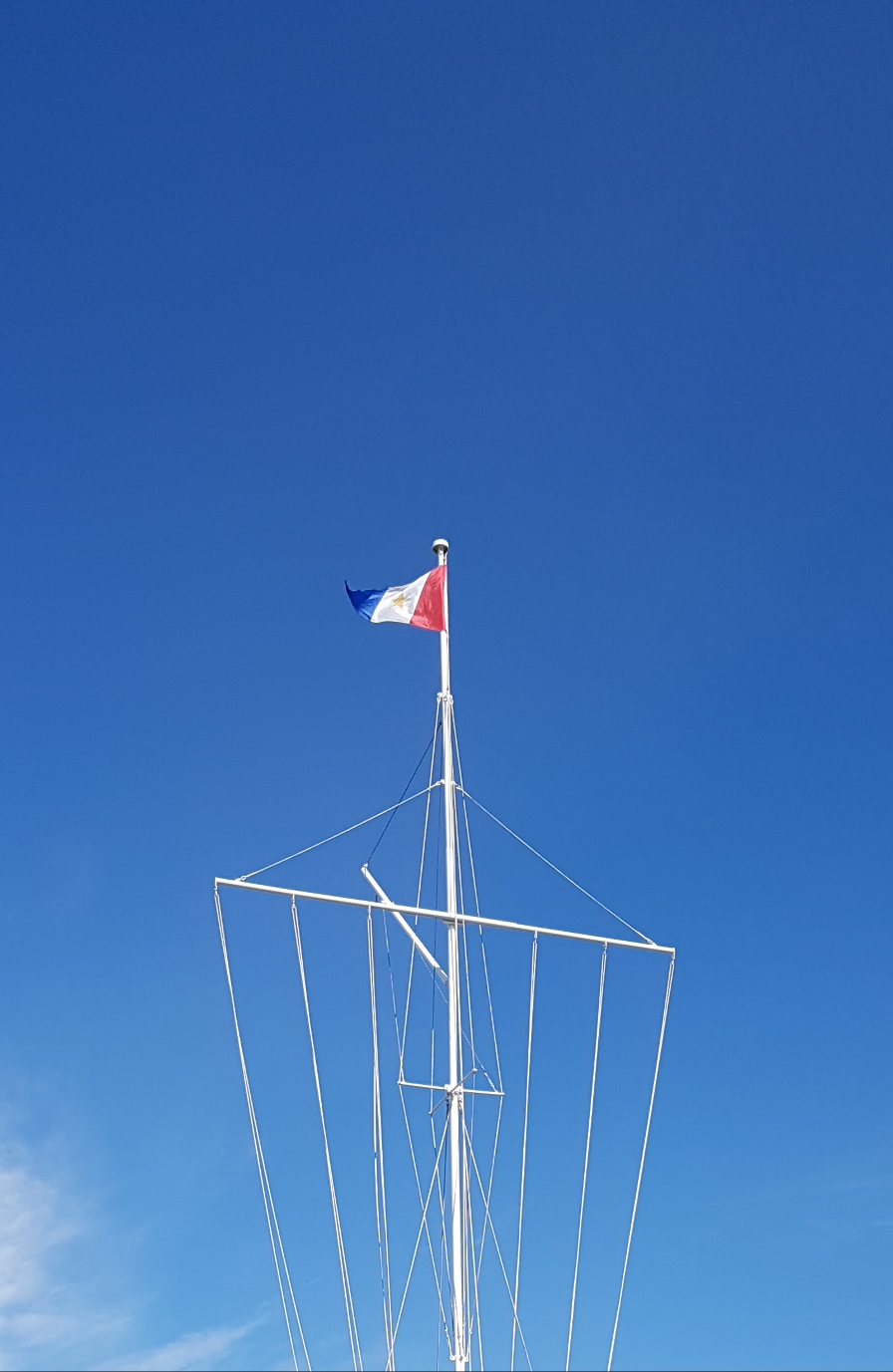
Guidon du Yacht-Club de Québec
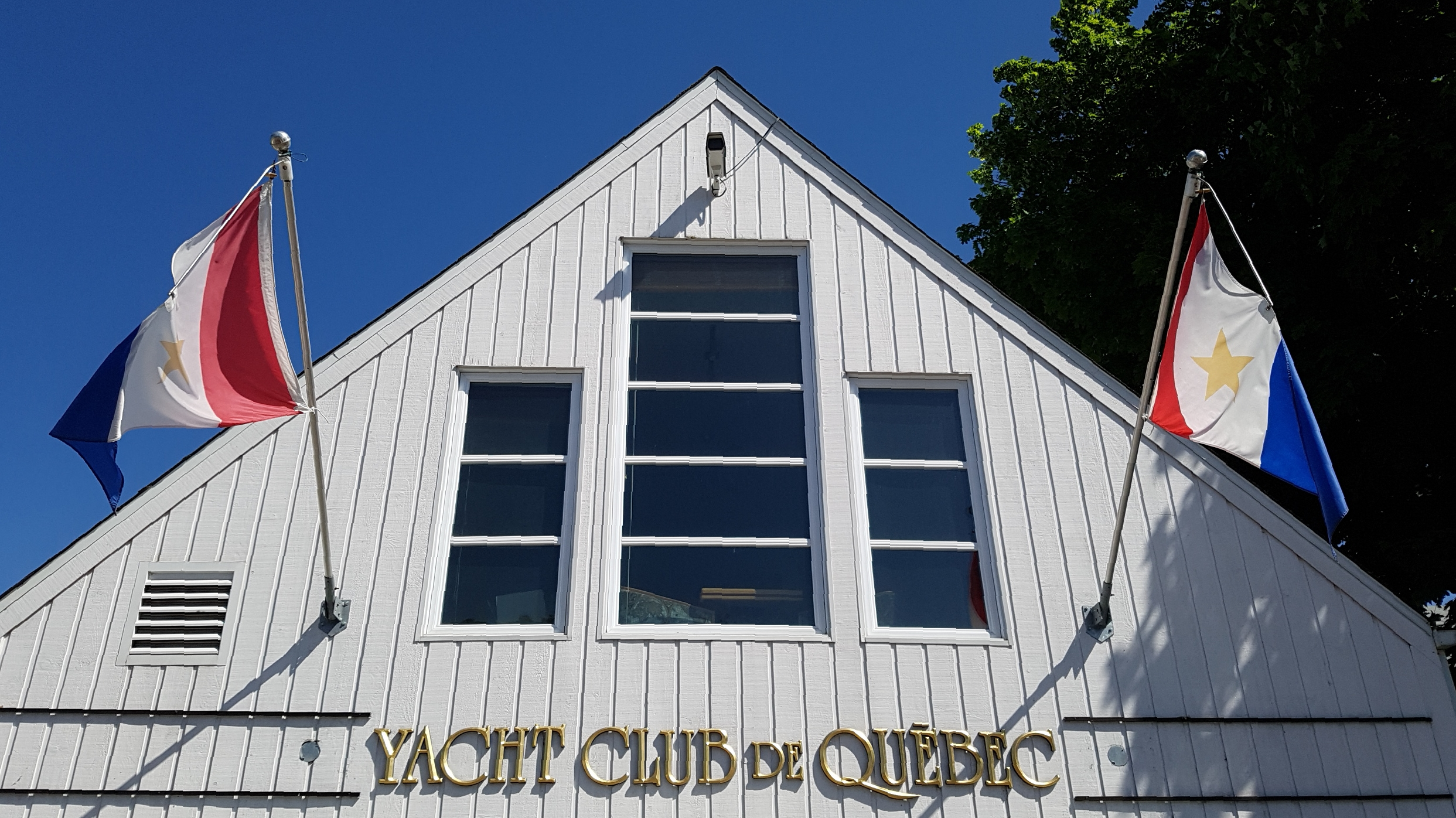
Bâtiment principal entrée Nord et guidon - Yacht-Club de Québec
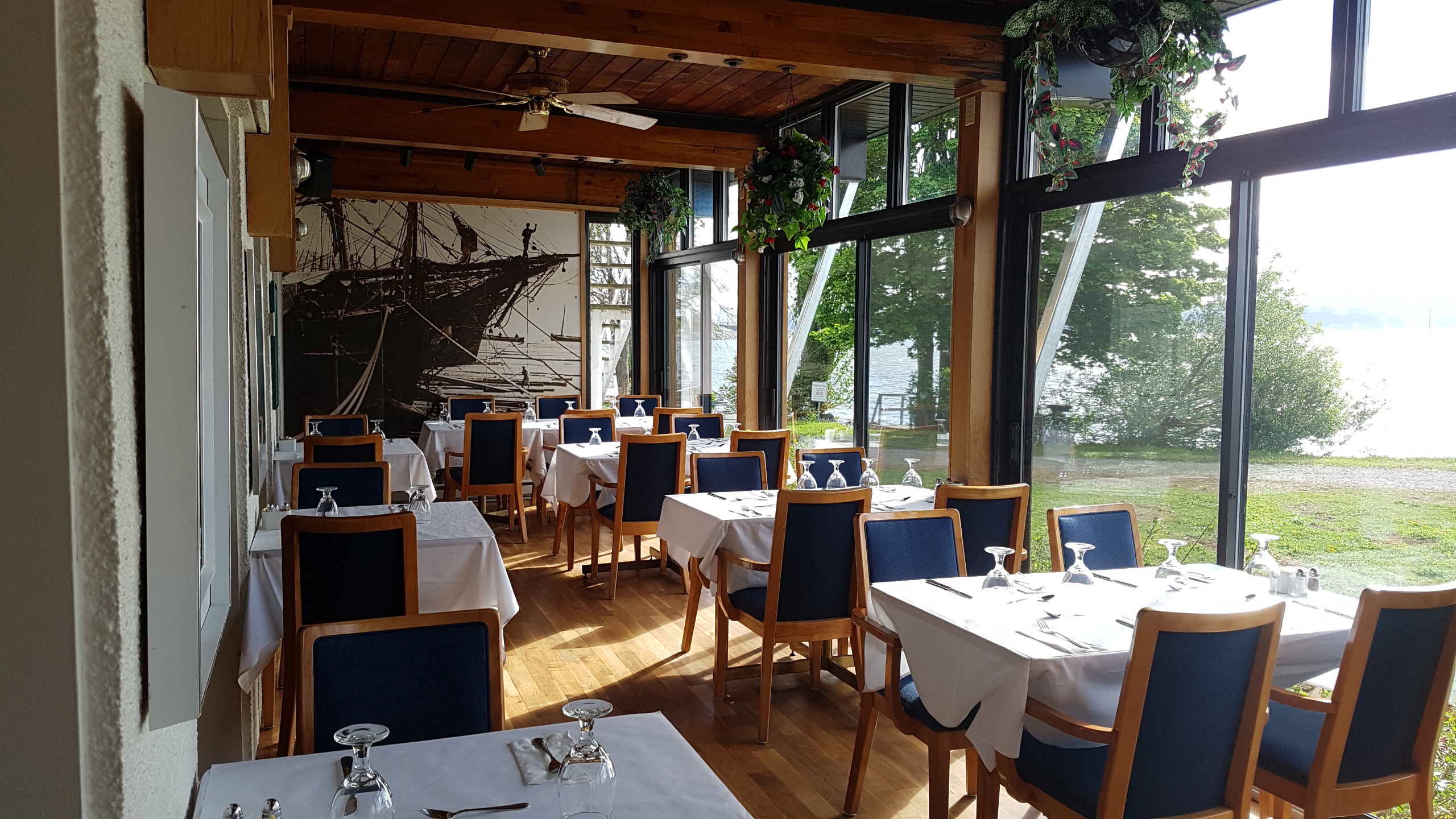
Restaurant - Yacht-Club de Québec
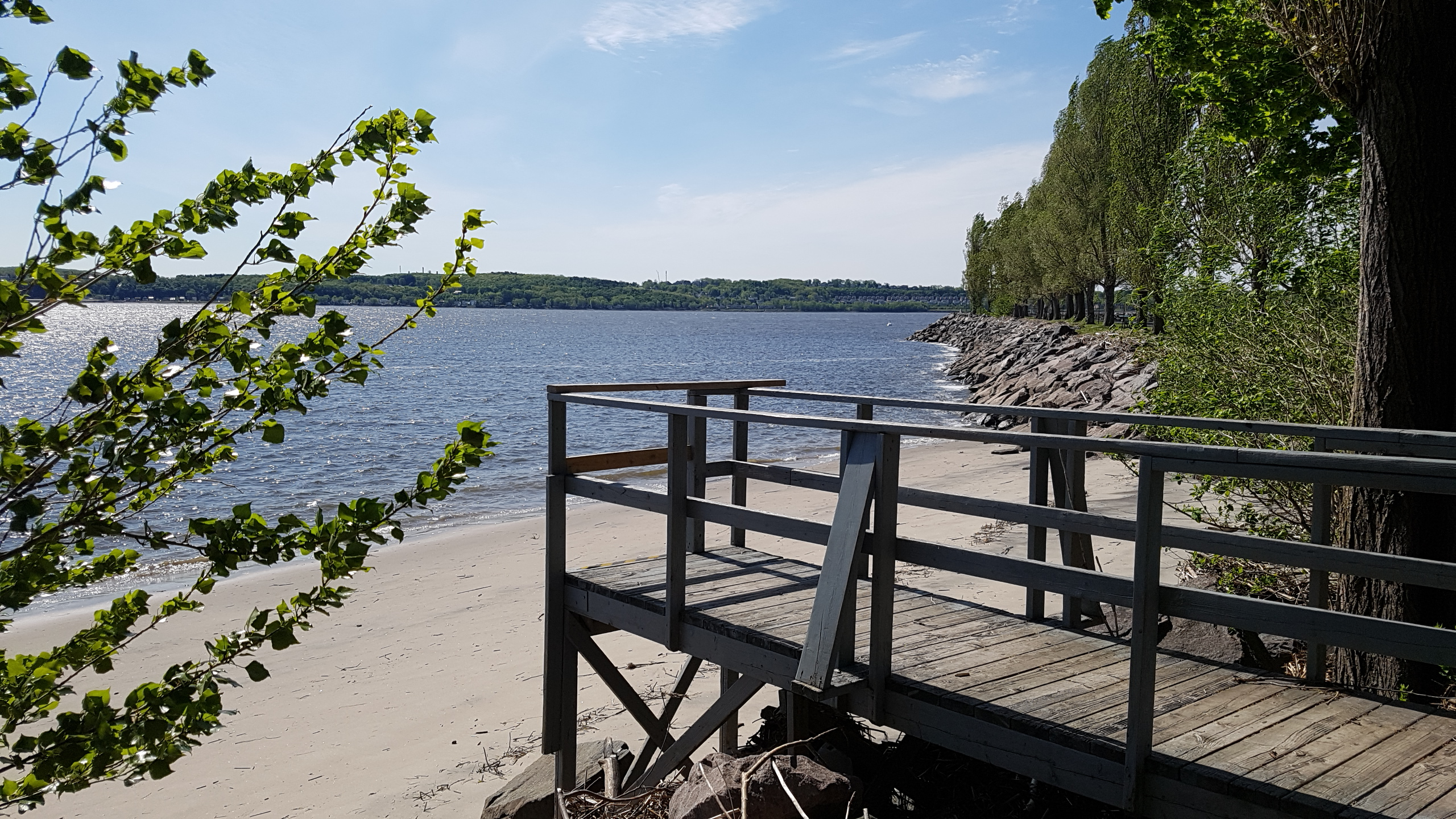
Plage et Jetée Est - Yacht-Club de Québec
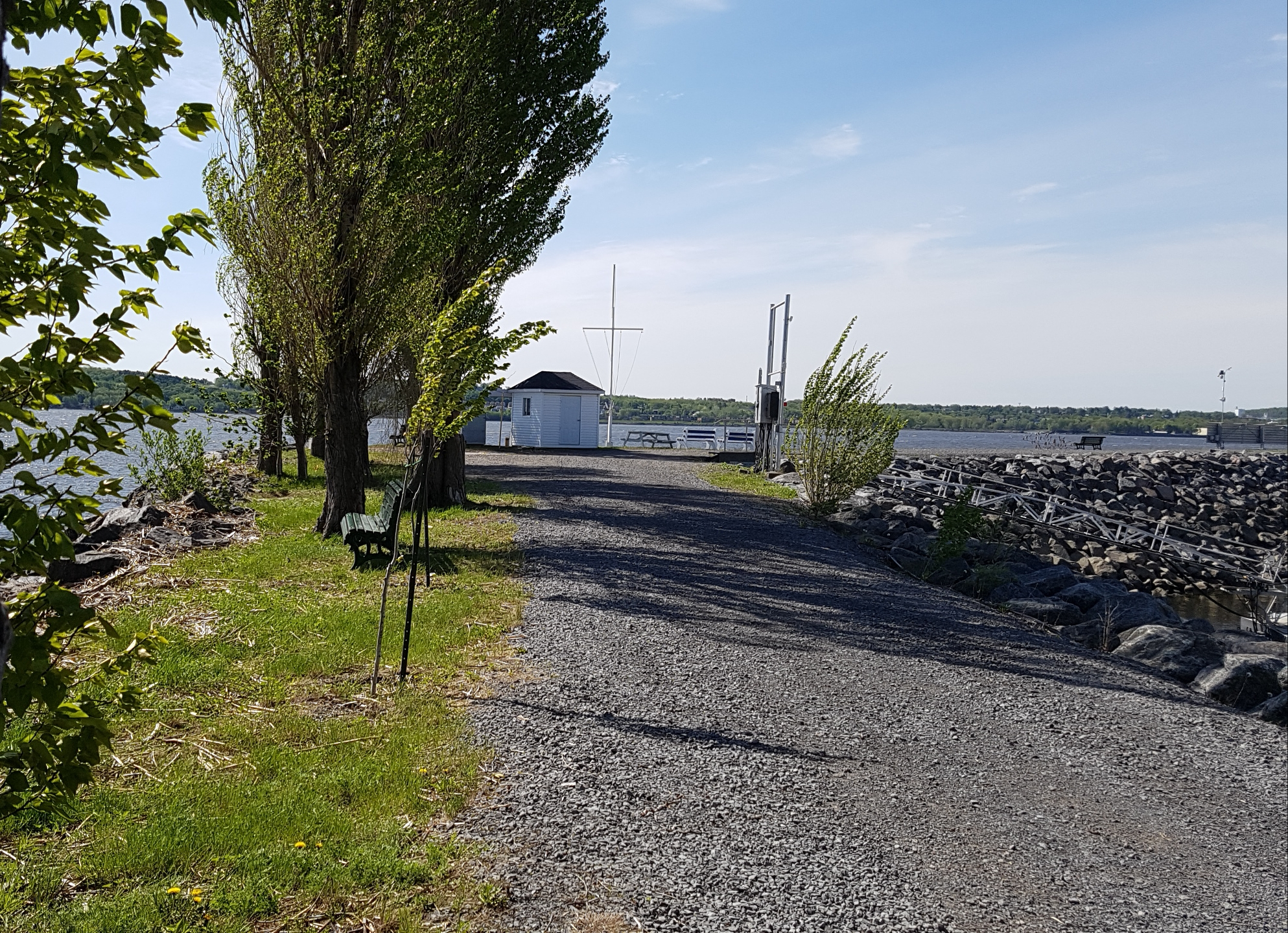
Jetée Est - Yacht-Club de Québec
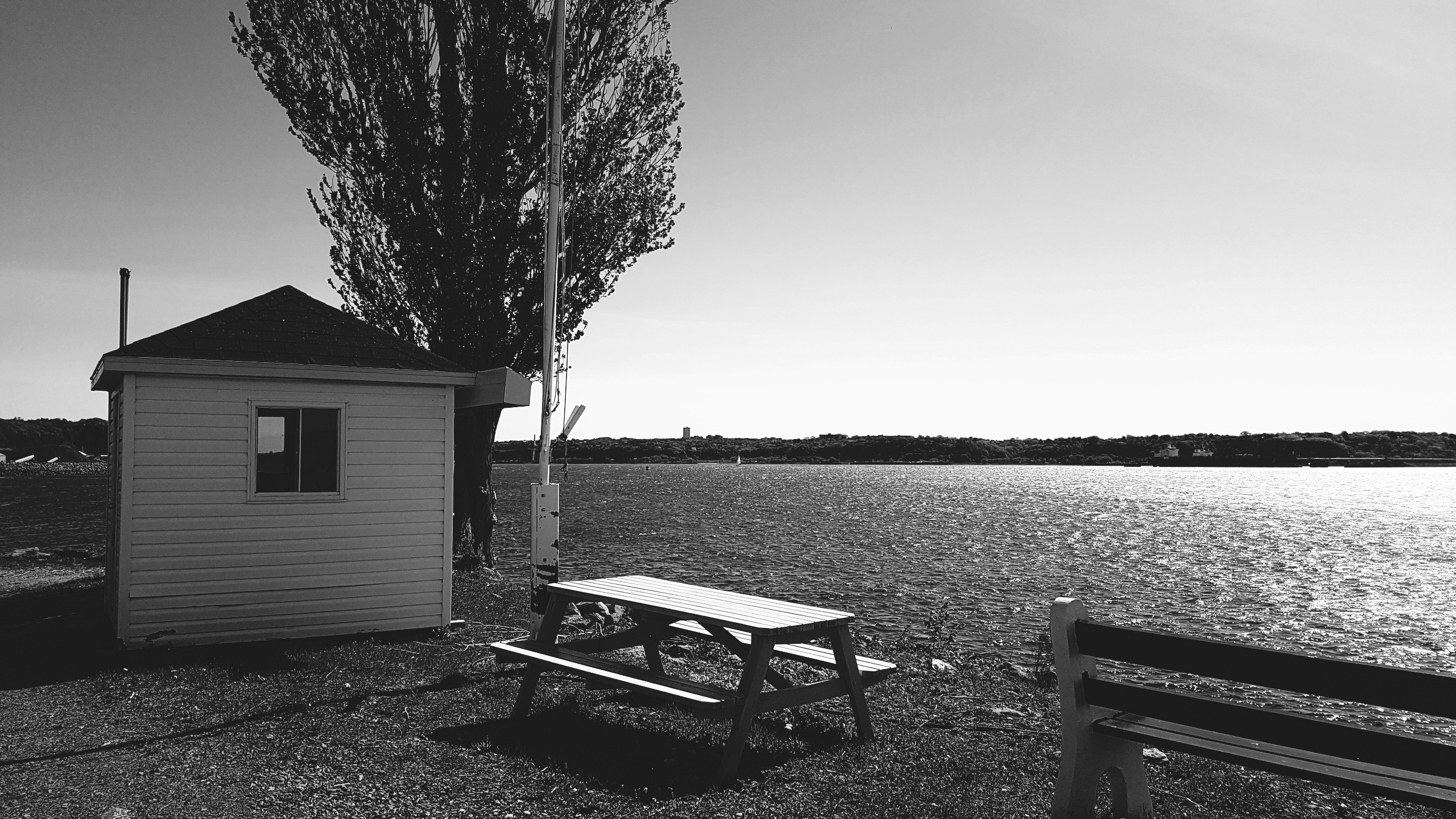
Jetée Est, Pavillon des Régates - Yacht-Club de Québec
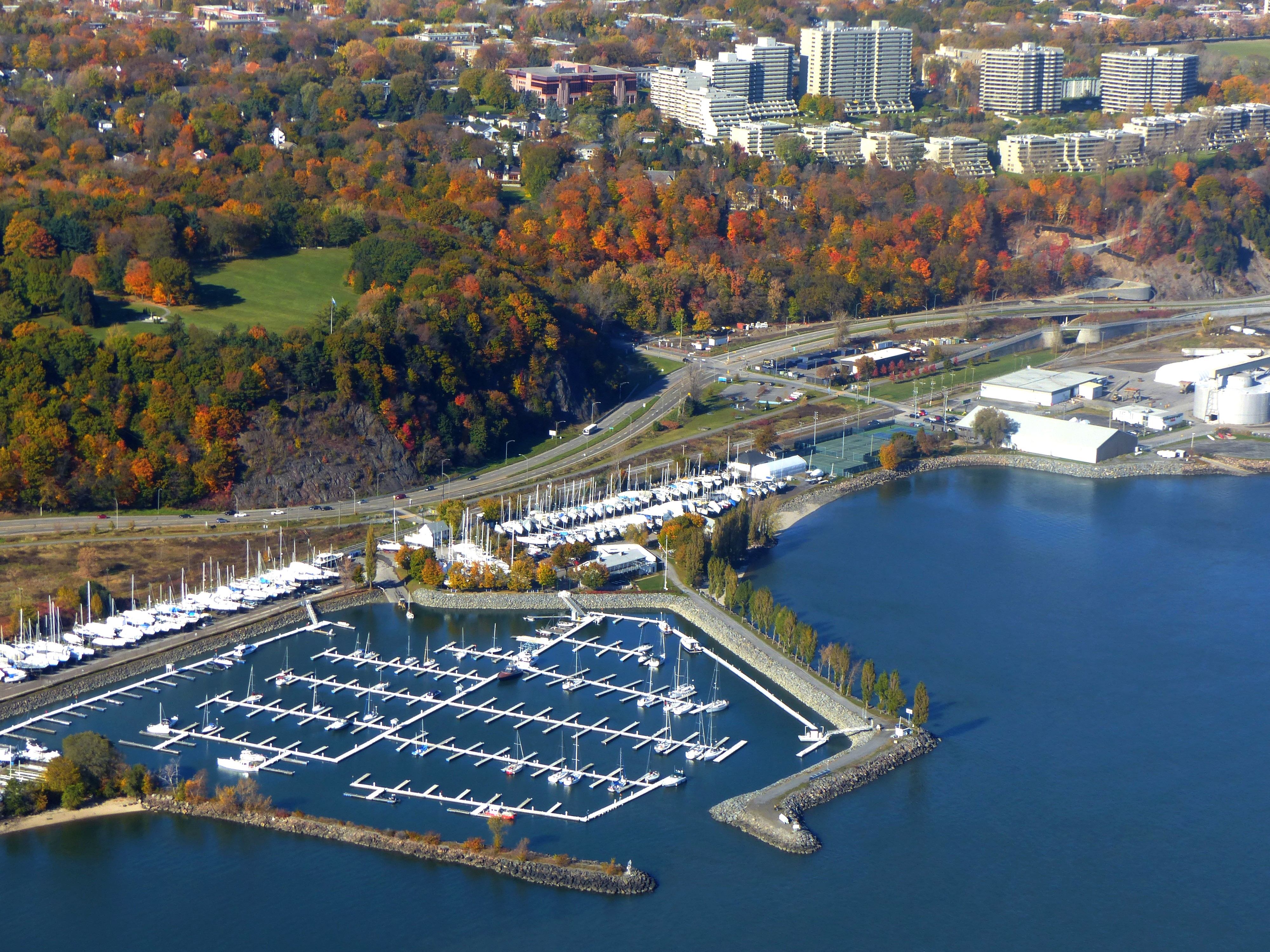
Vue aérienne du Yacht-Club de Québec